# لکسینگتون (کنتاکی)
لکسینگتون (به انگلیسی: Lexington) دومین شهر بزرگ (پس از لویی‌ویل) ایالت کنتاکی در ایالات متحده آمریکا است. این شهر که به عنوان «پایتخت جهانی اسب» شناخته می‌شود در منطقه بلوگرس قرار دارد. جمعیت این منطقه در سال ۲۰۰۳ بدون در نظر گرفتن حومه آن ۲۶۶۰۰۰ نفر است. این شهر در سال ۱۷۷۵ پایه‌گذاری شد و آنرا به عنوان قلب ایالات متحده آمریکا می‌شناسند زیرا ۷۵٪ جمعیت آمریکا در فاصله‌ای کمتر از ۱ روز (طی مسافت با خودرو) از لکسینگتون قرار دارد.

## مراکز دانشگاهی
- دانشگاه کنتاکی